# Carpophorus a Abundius
Svatí Carpophorus a Abundius byli mučedníci. Carpophorus byl knězem a Abundius jeho jáhnem. Za pronásledování křesťanů císařem Diocletianem byli umučeni. Zemřeli asi roku 300 v italském Spoletu nebo ve španělské Seville.
Jejich svátek se slaví 10. prosince.